# Fuschloger Beach
Der Fuschloger Beach (englisch; spanisch Playa Fuschloger) ist ein erhöhter Kiesstrand von King George Island im Archipel der Südlichen Shetlandinseln. Im Westen der Fildes-Halbinsel liegt er südlich der Bothy Bay am Nordufer der Skuabucht.
Chilenische Wissenschaftler benannten ihn um das Jahr 1984. Der weitere Benennungshintergrund ist nicht überliefert. Das UK Antarctic Place-Names Committee übertrug diese Benennung 2007 ins Englische.